# Nouveaux Mutants
Les Nouveaux Mutants (« New Mutants » en VO) est le nom d'une équipe de super-héros évoluant dans l'univers Marvel de la maison d'édition Marvel Comics. Créée par le scénariste Chris Claremont et le dessinateur Bob McLeod (en), l'équipe apparaît pour la première fois dans l'album The New Mutants (en) (Marvel Graphic Novel (en) #4) en septembre 1982.
Ce groupe de héros mutants, première équipe dérivée des X-Men et créée également dans le comic par le Professeur Xavier, reprend le thème multiculturel de la deuxième version de l'équipe des X-Men, dont les membres sont d'origines et de nationalités diverses. À partir de 1991, l'équipe des Nouveaux Mutants change de nom pour devenir X-Force. 
Une deuxième équipe, nommée elle-aussi « Nouveaux Mutants » est créée (en hommage au premier groupe, dont Danielle Moonstar, présente dans la nouvelle équipe, qui en faisait partie). Après 13 numéros, la série est rebaptisée New X-Men : Academy X.

## Historique de la publication et biographie de l'équipe
L'équipe débute dans l'album The New Mutants (en) (Marvel Graphic Novel (en) #4) en 1982, qui poursuit l'intrigue contre le Club des Damnés de Uncanny X-Men. Ses membres originaux sont regroupés par le Professeur Xavier, Félina (Rahne Sinclair) est amenée d’Écosse par Moira McTaggert, Psyche (Danielle Moonstar) vient du Colorado, Karma (Xuân Cao Mạnh) est originaire du Viêt Nam, Solar (Roberto Da Costa) vient de Rio de Janeiro, Rocket (Sam Guthrie) arrive du Kentucky. L'équipe commence donc sa carrière contre Donald Pierce et les Sentinelles remises à niveau par Sebastian Shaw, bien que Charles Xavier n'avait pas l'intention d'en faire une équipe de super-héros à l'inverse des X-Men.
Les Nouveaux Mutants rencontrent pour la première fois les X-Men alors qu'ils reviennent de l'espace les sauver du « Professeur Xavier », en fait un imposteur Brood. Les cinq j;eunes devaient servir d'hôtes aux œufs des aliens, mais les X-Men les sauvent à temps. Kitty Pryde fait alors brièvement partie de l'équipe des Nouveaux mutants.
Les cinq jeunes restèrent à l'Institut Xavier pour apprendre à contrôler leurs pouvoirs avant de connaître d'autres aventures. L’ex-ballerine Stevie Hunter devient la chaperonne, l’instructrice physique et la conseillère des Nouveaux Mutants. Dans la salle de danger, qui comptait des mécanismes holographiques, les nouveaux mutants devaient être formés et surveillés. 
En 1983, alors que Karma semble être morte dans l'explosion du repaire de Vipère, Magma rejoint les Nouveaux Mutants suivie par Magik (Illyana Rasputin). Ils luttèrent contre les Hellions, le pendant de leur groupe créé par le Club des Damnés.
Le ton de la série était plutôt sombre et orienté sur les choses mystiques. La série est populaire mais ne bat pas les ventes de celle des X-Men.
En 1984, l’alien techno-organique Warlock s’est écrasé sur le terrain de l’école en fuyant son père meurtrier, le Magus. Warlock a d'abord combattu les nouveaux mutants dans la confusion, ne pouvant pas communiquer avec eux. Avec l’aide du jeune mutant Doug Ramsey pour converser avec l’extraterrestre en utilisant des hologrammes générés par la Salle de danger, Ramsey réalise que Warlock était un mutant de son espèce. Warlock et Ramsey, sous le nom de code "Cypher", rejoignirent alors les Nouveaux Mutants et ont développé un lien étroit au sein de l’équipe. Dani Moonstar prend le nom de code Mirage. 
Ils combattent Légion (David Haller), le fils du Professeur Xavier qui est un mutant de niveau Oméga affecté de personnalités multiples. 
En 1985, en raison des machinations d'Empath, Solar et Magma ont été enlevés par un groupe de mutants qui les font se battre à mort dans une arène d’amusement à Los Angeles. Pour les trouver, Rocket et Magik ont demandé de l’aide à Lila Cheney, rencontrant son garde du corps, Guido Carosella et la chanteuse pop Dazzler, qui avait déjà travaillé dans l’arène. Ensemble, ils ont infiltré l’organisation mortelle dirigée en fait par Karma contrôlée par le Roi d'Ombre. Karma sera libérée et rejoindra le groupe.
Charles Xavier, parti se faire soigner dans l'espace avec Lilandra et Corsaire, est remplacé par un Magnéto repenti sous le nom de Michael Xavier voulant s'amender, mais les élèves ne lui font pas confiance. 
A la demande de Tornade, Magneto rejoignit le Club des Damnés en tant que Roi Blanc du cercle interne et accepta Havok comme membre des X-Men. L’union entre le Club des Damnés et les X-Men donnerait accès à tous leurs secrets et protégerait l’école de Xavier.
En 1987, lors du cross-over Fall of the Mutants, les auteurs bouleversent l'équipe en faisant mourir Cypher et en 1988, lors du cross-over Inferno rajeunissent Magik. De nouveaux membres issus des X-Terminators les remplacent: Big Bang (Tabitha Smith), Skids (Sally Blevins), Rusty Collins et Rictor (Julio Richter).
En 1989, les Nouveaux Mutants débarquent sur Asgard et Mirage y reste en tant que Valkyrie (en fait contrôlée par Hela).
Entre 1989 — année où les ventes baissent — et 1991, les auteurs Rob Liefeld et Fabian Nicieza intègrent le projet et imaginent la suite de l'équipe, sous les ordres de Cable avec de nouveaux personnages (qui composeront X-Force): Domino, Shatterstar et Feral. Skids et Rusty rejoignent Le Front de libération des Mutants qui apparait sous la direction de Stryfe. Warlock meurt lors du cross-over X-Tinction Agenda, Félina reste à Genosha avec Havok. Dans l'arc final de la série Nouveaux Mutants, première apparition de Deadpool, Gideon et Copycat qui a pris la place de Domino.
En 2003, sort New Mutants Volume 2 de 13 épisodes jusqu'au lancement de sa suite New X-Men Volume 2 (Academy X) en 2004, qui sera également écrit par Nunzio DeFilippi et dessiné par Christina Weir. Une nouvelle équipe de nouveaux mutants dirigés par Danielle Moonstar de la première équipe. Lorsque le professeur Xavier a été révélé comme mutant et que l’Institut Xavier a été rendu public, Dani est revenue. Le professeur X lui a demandé de l’aider à trouver plusieurs enfants mutants et de les amener à l’école, et lui a également demandé de devenir enseignante. Dani hésitait à accepter son offre, mais a accepté de faire venir les étudiants potentiels, recrutant Sofia Mantega, David Alleyne, Kevin Ford et Josh Foley. Rocket fait maintenant partie de la liste des X-Men de X-Treme, Magik est morte et Solar dirige la branche de LA X-Corp. Avec l’école reconstruite après que l'imposteur de Magneto Xorn l’ait détruite, les élèves plus âgés ont été affectés à des escouades pour améliorer leurs capacités. Dani est devenue la conseillère de la nouvelle équipe des mutants, composée des jeunes qu’elle avait recrutés précédemment: Nori Ashida (Surge), David Alleyne (Prodigy), Sofia Mantega (Alizé), Josh Foley (Elixir), Laurie Collins (Giroflée). Cependant, après les événements du M-Day, Dani a perdu ses pouvoirs et a été renvoyée à la maison avec tous les autres étudiants et professeurs démunis.
En 2009, dans New Mutants (Vol. 3) des membres de l'équipe d'origine: Rocket, Dani Moonstar, Karma, Solar, Magma et Magik se retrouvent à la suite d'une enquête les menant à Légion. 
En 2020, lors du cross-Over Dawn of X, sort New Mutants (Vol. 4). Les Nouveaux Mutants classiques (Solar, Félina, Mirage, Karma, Magik et Cypher) ressuscités sur Krakoa se réunissent avec quelques nouveaux (Chamber, Mondo, Glob Herman (Robert Herman), Armor (Hisako Ichiki), Boom-Boom (Tabitha Smith), Maxime, Manon) pour chercher leurs membres manquants. une mission qui les emmène dans l’espace aux côtés des Starjammers.

## Composition

### Groupe original
La première formation incluait : 
- Rocket (Samuel Guthrie), un jeune paysan du Kentucky, invulnérable sous sa forme de fusée humaine.
- Félina (Rahne Sinclair), une écossaise qui peut se changer en chien ou en femme-louve.
- Psyché (Danielle Moonstar, aussi appelée Mirage), une Cheyenne qui peut créer des illusions à partir des peurs ou des désirs de ses ennemis.
- Karma (Xi'an Coy Manh), une vietnamienne pouvant posséder les esprits.
- Solar (Roberto da Costa), un brésilien absorbant l'énergie solaire et gagnant ainsi une force surhumaine.

### Membres ultérieurs
Après quelque temps, de nouveaux membres rejoignent le groupe, car les auteurs veulent plus de personnages que les cinq principaux.
- Shadowcat (Katherine « Kitty » Pryde), mutante dotée du pouvoir de traverser la matière et se rendre intangible à volonté.
- Magik (Illyana Rasputin), la sœur de Colossus, aux pouvoirs de sorcellerie et de téléportation.
- Magma (Amara Aquila/Alison Crestmere), une jeune fille native d'une ancienne tribu d'Amazonie pouvant contrôler la terre et le feu.
- Cypher (Douglas Aaron Ramsey), un garçon timoré comprenant tous les langages et pouvant anticiper extrêmement vite le danger.
- Warlock, un alien techno-organique maladroit.

### X-Terminators
Les X-Terminators furent assimilés par l'équipe en 1987 :
- Rictor (Julio), pouvant créer des séismes.
- Rusty Collins, un pyrokineticien.
- Skids (Sally Blevins), entourée d'un champ de force.
- Big Bang (Tabitha Smith),et ses bombes de plasma.
- Artie (Arthur Maddicks), capable d'établir un lien télépathique avec une autre personne et peut aussi projeter, comme Moonstar, des illusions optiques et mentales très convaincantes.
- La Sangsue (Leech en version originale), mutant capable de neutraliser tous les pouvoirs et les capacités surhumaines sur une distance de 10 mètres autour de lui, ainsi que réduire son champ neutraliseur à quelques centimètres autour de son propre corps ou l'annuler pour un bref moment.

### Avec Cable
De nouveaux membres font leur apparition lorsque Cable prend le contrôle de l'équipe :
- Domino, le second de Cable, capable de générer de la chance. Sa place sera usurpée quelque temps par Copycat, mutante métamorphe, capable de reproduire les pouvoirs et autres caractéristiques physiques de personnes qu'elle a étudiées.
- Shatterstar, un extraterrestre du Mojoworld excellent combattant.
- Warpath, frère du premier Épervier, ancien membre des Hellions, doté d'une grande force et d'une grande vitesse.
- Caliban, membre des Morlocks et remarquable pisteur.
- Feral, possédant les caractéristiques et les aptitudes inhérentes des félins.

### Nouvelle version
La deuxième formation est dirigée par Danielle Moonstar. Il s'agit en fait d'un des X-Squad[réf. nécessaire], une équipe de jeunes élèves mutants, formés à l'Institut Xavier et qui a repris le nom en l'honneur de ses membres d'origine. L'équipe compte dans ses rangs :
- Prodigy (David Alleyne), le coleader, pouvant se servir des connaissances de toute personne à proximité.
- Alizé (Sofia Mantega), l'autre coleader, qui contrôle les courants d'air.
- Giroflée (Laurie Collins), une fille timide générant des phéromones selon son humeur.
- Dust (Sooraya Qadir): mutante afghane capable de se changer en poussière organique.
- Elixir (Josh Foley), ancien membre des Reavers de Donald Pierce, peut guérir les autres ou leurs infliger des maladies.
- Surge (Noriko Ashida), une japonaise qui absorbe l'électricité et qui peut la relâcher ou s'en servir pour gagner en vitesse, mais qui a besoin de gants en métal pour éviter les surcharges.
- Icare (Joshua « Jay » Guthrie), le frère de Rocket et de Husk, un jeune artiste aux ailes rouges, qui guérit vite et possède une voix aux multiples effets.
- Wither (en) (Kevin Ford), un jeune mutant dont le contact physique peut désagréger toute matière organique. Il fut remplacé par Icare au sein de l’équipe.

L'équipe fut finalement dissoute à la suite du M-Day, un attentat contre un bus ramenant les étudiants chez eux, et au regroupement opéré par les X-Men.

## Apparition dans d'autres médias

### Cinéma
- 2020 : The New Mutants de Josh Boone